# Spy Kyōshitsu
Spy Kyōshitsu (スパイ教室 Supai Kyōshitsu?), también conocida como Spy Room, es una serie de novelas ligeras japonesas escritas por Takemachi e ilustradas por Tomari. Fujimi Shobo publicó el primer volumen bajo su sello Fujimi Fantasia Bunko en enero de 2020. Una adaptación a manga con ilustraciones de Kaname Seu comenzó a serializarse en la revista Monthly Comic Alive de Media Factory en mayo de 2020. Una adaptación de la serie al anime producida por Feel se estrenó el 5 de enero de 2023.

## Argumento
Después de que una espantosa guerra causara estragos en la población general, los gobiernos del mundo recurrieron a una táctica más escurridiza para promover sus agendas: una guerra librada en las sombras. Lily, una hermosa chica de cabellos blancos, es una estudiante de una de las muchas instituciones que entrenan a los jóvenes para que se conviertan en espías capaces. Desgraciadamente, a pesar de sacar buenas notas en los exámenes escritos, sólo consigue aprobar a duras penas las prácticas. Sin ninguna habilidad en el mundo real, sus esperanzas de graduarse son escasas, hasta que se le ofrece la oportunidad de unirse al misterioso equipo “Tomoshibi” y participar en una misión intransitable. Entusiasmada por la perspectiva de trabajar con la élite, Lily acepta con entusiasmo. Sin embargo, se queda muda cuando llega al Palacio Kagerou y sale a la luz el verdadero propósito de Tomoshibi y su desesperada situación. Acompañada de otras espías problemáticas y de un misterioso joven que encabeza la operación, Lily se da cuenta de que no es la escapada ideal que había imaginado.

## Personajes

### Lamplight
Klaus (クラウス Kurausu?)
 Seiyū: Yūichirō Umehara
El jefe de Lamplight y exmiembro de Inferno, de 20 años, nombre en clave Bonfire, que restableció Lamplight después de que Inferno fuera aniquilado. Autoproclamado "el espía más grande del mundo", es terrible enseñando, ya que hace las cosas de forma intuitiva. Se convirtió en espía al ser recogido por Guido quien le brindó hospitalidad e Inferno le proporcionó la única familia que tuvo hasta su caída.
Lily (リリィ Rirī?)
 Seiyū: Sora Amamiya
Ella tiene cabello plateado, 17 años, nombre clave Flower Garden (花園, Hanazono ). La líder del equipo de Lamplight. Su especialidad es usar veneno para deshabilitar a sus enemigos mientras tiene una inmunidad especial para envenenarse a sí misma. Se convirtió en espía después de ser la única sobreviviente del ataque con gas venenoso a su aldea natal durante la Gran Guerra. Debido a su preocupación por el equipo de Lamplight y sus propias habilidades, Klaus la designa como líder del equipo de Lamplight. Destaca, por ser la chica del grupo, que tiene los pechos más grandes.
Grete (グレーテ Gurēte?)
 Seiyū: Miku Itō
Tiene el pelo rojo, 18 años, nombre en clave Dearest Daughter (愛娘, Manamusume ). Es buena con los disfraces. Proveniente de una familia de políticos, nació con una cicatriz negra que cubría la mitad de su cara, lo que la llevó a ser repudiada por su familia, motivo por el cual se convierte en espía. Debido al abuso verbal que recibió de su padre y su hermano mayor, quienes con frecuencia la degradaban por su apariencia y modales, Grete desarrolló un disgusto muy arraigado por los hombres, siendo Klaus la única excepción.
Sibylla (ジビア Jibia?)
 Seiyū: Nao Tōyama
Tiene el pelo blanco, 17 años, nombre en clave Pandemonium (百鬼, Hyakki ). Es buena robando y es la miembro más atlética del equipo. Nació en una familia de gánsteres, a la que ella y sus hermanos menores se vieron obligados a ayudar en las actividades de las pandillas. Tiene un fuerte sentido de la justicia y quería ser espía para proteger a sus hermanos menores.
Monika (モニカ?)
 Seiyū: Aoi Yūki
Tiene cabello cerúleo, 16 años, nombre en clave Glint (氷刃, Hyojin ). La más talentosa como espía entre los miembros de Lamplight. Es hija de un artista, pero se escapó de casa para aspirar a ser espía.
Thea (ティア Tia?)
 Seiyū: Sumire Uesaka
Tiene cabello negro, 18 años, nombre en clave Dreamspeaker (夢語, Yumegatari ). La miembro más antigua y más atractiva de Lamplight, es buena con las negociaciones. Era hija del presidente de una empresa de periódicos y fue secuestrada cuando tenía 11 años como rehén. Fue salvada por un espía a quien admiraba y eso la inspiró para convertirse en espía. Sus pechos, son los segundos más grandes, sólo superados por los de Lily.
Sara (サラ?)
 Seiyū: Ayane Sakura
Tiene cabello castaño, 15 años, nombre en clave Meadow (草原, Sōgen ). Es buena criando animales. Es una chica tímida pero de buen corazón que tiende a agregar "ssu" al final de sus palabras. Es hija del chef y dueño de un restaurante en un pueblo rural. Ella entró a la academia de espías después de que el restaurante de su familia fuera desmantelado. 
Annett (アネット Anetto?)
 Seiyū: Tomori Kusunoki
Ella tiene cabello rosa ceniza, 14 años, nombre en clave Forgetter (忘我, Bōga ). Es buena con la ingeniería. No tiene recuerdos de su pasado antes de unirse a la escuela de entrenamiento y se convirtió en espía debido a sus habilidades especiales, sin siquiera saber quién era. Se revela después su pasado: fue encontrada en un bote de basura por Matilda, una espía del Imperio, quien la adoptó pensando que sería un apoyo útil para su trabajo de espionaje. Posteriormente fue sometida a una cirugía plástica para hacerse pasar por la hija de Matilda, pero en el proceso pierde el ojo izquierdo y se ve obligada a usar un parche. Esto ocasiona que Annette sea golpeada en repetidas ocasiones por Matilda, porque creía que era una "extraña y retorcida", lo cual evidentemente hizo que Annette perdiera su memoria y fuera abandonada.
Erna (エルナ Eruna?)
 Seiyū: Inori Minase
Tiene cabello rubio, 14 años, nombre en clave Fool (愚人, Gujin ). La octava y más joven miembro de Lamplight que llegó al Heat Haze Palace y se unió a Lamplight un día más tarde que las demás miembros, debido a una serie de accidentes. Ella es buena para predecir la desgracia antes de que ocurra. Nació en una familia aristocrática y perdió a sus padres en un trágico incendio en una mansión. Desde entonces, ha estado plagada de desgracias a un ritmo alarmante. Después de tantos encuentros cercanos con la desgracia, desarrolló un sentido de la mala suerte que, según afirma, tiene cierto olor.

## Promoción
Antes de que se publicara el Volumen 1 de la novela ligera, se lanzó un video promocional, donde Yūichirō Umehara, Sora Amamiya, Miku Itō, Nao Tōyama, Aoi Yūki, Sumire Uesaka, Ayane Sakura y Tomori Kusunoki interpretaron los papeles de los miembros de Lamplight. Era la primera vez que un video promocional de una serie de novelas ligeras presentaba hasta ocho actores de voz.

## Contenido de la obra

### Novela ligera
La novela ligera está escrita por Takemachi e ilustrada por Tomari. Fujimi Shobo publicó el primer volumen bajo su sello Fujimi Fantasia Bunko el 18 de enero de 2020. Se han lanzado trece volúmenes de la serie principal hasta la fecha. También se han publicado cinco volúmenes de historias cortas.
En enero de 2021, Yen Press anunció que obtuvo la licencia de la serie para su publicación en inglés.

#### Lista de volúmenes

##### Serie principal
| Volúmenes de novelas ligeras publicadas | Volúmenes de novelas ligeras publicadas | Volúmenes de novelas ligeras publicadas |
| Número                                  | Fecha de lanzamiento                    | ISBN                                    |
| --------------------------------------- | --------------------------------------- | --------------------------------------- |
| 1                                       | 18 de enero de 2020                     | ISBN 978-4-04-073480-4                  |
| 2                                       | 17 de abril de 2020                     | ISBN 978-4-04-073636-5                  |
| 3                                       | 20 de agosto de 2020                    | ISBN 978-4-04-073740-9                  |
| 4                                       | 19 de diciembre de 2020                 | ISBN 978-4-04-073741-6                  |
| 5                                       | 20 de mayo de 2021                      | ISBN 978-4-04-073742-3                  |
| 6                                       | 18 de septiembre de 2021                | ISBN 978-4-04-074253-3                  |
| 7                                       | 18 de marzo de 2022                     | ISBN 978-4-04-074254-0                  |
| 8                                       | 20 de julio de 2022                     | ISBN 978-4-04-074607-4                  |
| 9                                       | 10 de enero de 2023                     | ISBN 978-4-04-074766-8                  |
| 10                                      | 20 de julio de 2023                     | ISBN 978-4-04-075017-0                  |
| 11                                      | 17 de noviembre de 2023                 | ISBN 978-4-04-075018-7                  |
| 12                                      | 19 de octubre de 2024                   | ISBN 978-4-04-075338-6                  |
| 13                                      | 20 de junio de 2025                     | ISBN 978-4-04-075893-0                  |

##### Historias cortas
| Volúmenes de novelas ligeras publicadas | Volúmenes de novelas ligeras publicadas | Volúmenes de novelas ligeras publicadas |
| Número                                  | Fecha de lanzamiento                    | ISBN                                    |
| --------------------------------------- | --------------------------------------- | --------------------------------------- |
| 1                                       | 19 de marzo de 2021                     | ISBN 978-4-04-074066-9                  |
| 2                                       | 18 de diciembre de 2021                 | ISBN 978-4-04-074358-5                  |
| 3                                       | 20 de octubre de 2022                   | ISBN 978-4-04-074728-6                  |
| 4                                       | 17 de marzo de 2023                     | ISBN 978-4-04-074919-8                  |
| 5                                       | 20 de febrero de 2024                   | ISBN 978-4-04-075264-8                  |

### Manga
Una adaptación a manga , ilustrada por Kaname Seu, comenzó a serializarse en la revista Monthly Comic Alive de Media Factory del 27 de mayo de 2020 al 27 de abril de 2022. Sus capítulos individuales se recopilaron en tres volúmenes tankōbon. Una segunda parte del manga ilustrada por Benishake y una tercera parte ilustrada por Seu comenzaron a serializarse en la misma revista el 27 de junio de 2022.
Yen Press también está publicando la adaptación de manga en inglés.

#### Lista de volúmenes

##### Primera parte
| Volúmenes de manga publicados | Volúmenes de manga publicados | Volúmenes de manga publicados |
| Número                        | Fecha de lanzamiento          | ISBN                          |
| ----------------------------- | ----------------------------- | ----------------------------- |
| 1                             | 23 de diciembre de 2020       | ISBN 978-4-04-680002-2        |
| 2                             | 23 de agosto de 2021          | ISBN 978-4-04-680542-3        |
| 3                             | 20 de julio de 2022           | ISBN 978-4-04-681523-1        |

##### Segunda parte
| Volúmenes de manga publicados | Volúmenes de manga publicados | Volúmenes de manga publicados |
| Número                        | Fecha de lanzamiento          | ISBN                          |
| ----------------------------- | ----------------------------- | ----------------------------- |
| 1                             | 21 de febrero de 2023         | ISBN 978-4-04-682136-2        |
| 2                             | 17 de noviembre de 2023       | ISBN 978-4-04-682841-5        |

##### Tercera parte
| Volúmenes de manga publicados | Volúmenes de manga publicados | Volúmenes de manga publicados |
| Número                        | Fecha de lanzamiento          | ISBN                          |
| ----------------------------- | ----------------------------- | ----------------------------- |
| 1                             | 21 de febrero de 2023         | ISBN 978-4-04-682137-9        |
| 2                             | 17 de noviembre de 2023       | ISBN 978-4-04-682842-2        |

##### Cuarta parte
| Volúmenes de manga publicados | Volúmenes de manga publicados | Volúmenes de manga publicados |
| Número                        | Fecha de lanzamiento          | ISBN                          |
| ----------------------------- | ----------------------------- | ----------------------------- |
| 1                             | 27 de diciembre de 2024       | ISBN 978-4-04-811298-7        |
| 2                             | 28 de marzo de 2025           | ISBN 978-4-04-811472-1        |

### Anime
Se anunció una adaptación de la serie al anime durante el evento "Fantasia Bunko Online Festival 2022" el 13 de marzo de 2022. La serie está producida por Feel y dirigida por Keiichiro Kawaguchi, con guiones escritos por Shinichi Inotsume, diseños de personajes a cargo de Sumie Kinoshita y música compuesta por Yoshiaki Fujisawa. Se estrenó el 5 de enero de 2023 en AT-X y otras cadenas. El tema de apertura es «Tōka» (灯火?), interpretado por Nonoc, mientras que el tema de cierre es «Secret Code» interpretado por Konomi Suzuki. Sentai Filmworks obtuvo la licencia de la serie fuera de Asia, y lo transmitió en HIDIVE. El 16 de febrero de 2023 se anunció que el episodio 8 se retrasaría una semana del 23 de febrero al 2 de marzo, debido a la pandemia de COVID-19.
El 7 de abril de 2023 se anunció que una segunda temporada. Está nuevamente dirigida por Kawaguchi, con el personal regresando en sus respectivos roles. Se estrenó el 13 de julio de 2023. El tema de apertura es «Rakuen» (楽園?), interpretado por Nonoc, mientras que el tema de cierre es «Nuisance» (ニューサンス?), interpretado por Sajou no Hana.

## Recepción
Rebecca Silverman de Anime News Network elogió la historia como divertida e interesante, al tiempo que criticó lo que sintió que fueron tropiezos del autor al tratar de unir todo. Demelza de Anime UK News también elogió el primer volumen, ya que sintió que era único en comparación con la mayoría de las otras novelas ligeras disponibles en inglés.  Satoshi Maejima de The Asahi Shimbun también elogió la historia, mientras criticaba a la principal protagonista femenina como subdesarrollada.
En la guía Kono Light Novel ga Sugoi!, la serie ocupó el segundo lugar en la categoría bunkobon en 2021. A partir de septiembre de 2021, la serie ha vendido 500,000 unidades entre las versiones digital e impresa.